# Число капиллярности
Число капиллярности (Cp или Ca) — критерий подобия в гидродинамике, выражающий соотношение между вязким трением и поверхностным натяжением. Оно определяется следующим образом:
{\displaystyle \operatorname {Cp} \,={\frac {\eta \,v}{\sigma }}},
где
- {\displaystyle v} — скорость;
- {\displaystyle \sigma } — коэффициент поверхностного натяжения;
- {\displaystyle \eta } — динамическая вязкость.

## Частные определения
Если требуется учесть угол мениска {\displaystyle \theta }, то число капиллярности записывается в виде:
{\displaystyle \operatorname {Cp} \,={\frac {\eta \,v}{\sigma \cos \theta }}}.
Число капиллярности в пористой среде определяется следующим образом:
{\displaystyle \operatorname {Cp} \,={\frac {\eta \,v}{\sigma \Pi }}},
где {\displaystyle \Pi } — пористость.